# Chi Mán đỉa
Archidendron là một chi thực vật có hoa trong họ Đậu.
Chi này được mô tả bởi Ferdinand von Mueller trong ấn bản Fragmenta Phytographiae Australiae 5: 59. 1865. Loài điển hình là: Archidendron vaillantii F.Muell.

## Các loài
Tổng cộng có 126 loài. 
- Archidendron alatumde Wit
- Archidendron alternifoliolatum  (T.L.Wu) I.C.Nielsen
- Archidendron apoense  (Elmer) I.C.Nielsen
- Archidendron arborescens  (Kosterm.) I.C.Nielsen
- Archidendron aruense  (Warb.) Dewit
- Archidendron balansae  (Oliv.) I.C.Nielsen
- Archidendron baucheri  (Gagnep.) I.C.Nielsen
- Archidendron beguinii  de Wit
- Archidendron bellum  Harms
- Archidendron bigeminum  (L.) I.C.Nielsen
- Archidendron borneense  (Benth.) I.C.Nielsen
- Archidendron brachycarpum  Harms
- Archidendron brevicalyx  Harms
- Archidendron brevipes  (K.Schum.) Dewit
- Archidendron bubalinum  (Jack) I.C.Nielsen
- Archidendron calliandrum  de Wit
- Archidendron calycinum  Pulle
- Archidendron chevalieri  (Kosterm.) I.C.Nielsen
- Archidendron clypearia  (Jack) I.C.Nielsen
  - subsp. subcoriaceum(Thwaites) I.C.Nielsen
- Archidendron cockburnii  I.C.Nielsen
- Archidendron conspicuum  (Craib) I.C.Nielsen
- Archidendron contortum  (C.Mart.) I.C.Nielsen
- Archidendron cordifolium  (T.L.Wu) I.C.Nielsen
- Archidendron crateradenum  (Kosterm.) I.C.Nielsen
- Archidendron dalatense  (Kosterm.) I.C.Nielsen
- Archidendron eberhardtii  I.C.Nielsen
- Archidendron ellipticum  (Blanco) I.C.Nielsen
- Archidendron fagifolium  (Miq.) I.C.Nielsen
- Archidendron falcatum  I.C.Nielsen
- Archidendron fallax  Harms
- Archidendron forbesii  Baker f.
- Archidendron glabrifolium  (T.L.Wu) I.C.Nielsen
- Archidendron glabrum  (K.Schum.) Lauterb. & K.Schum.
- Archidendron glandulosum  Verdc.
- Archidendron globosum  (Blume) I.C.Nielsen
- Archidendron glomeriflorum  (Kurz) I.C.Nielsen
- Archidendron gogolense  (Lauterb. & K.Schum.) Dewit
- Archidendron grandiflorum  (Benth.) I.C.Nielsen
- Archidendron harmsii  Malme
- Archidendron havilandii  (Ridl.) I.C.Nielsen
- Archidendron hendersonii  (F.Muell.) I.C.Nielsen
- Archidendron hirsutum  I.C.Nielsen
- Archidendron hispidum  (Mohlenbr.) Verdc.
- Archidendron hooglandii  Verdc.
- Archidendron jiringa  (Jack) I.C.Nielsen
- Archidendron kalkmanii  (Kosterm.) I.C.Nielsen
- Archidendron kerrii  (Gagnep.) I.C.Nielsen
- Archidendron kinubaluense  (Kosterm.) I.C.Nielsen
- Archidendron kubaryanum  (Warb.) Schumann & Lauterb.
- Archidendron kunstleri  (Prain) I.C.Nielsen
- Archidendron laoticum  (Gagnep.) I.C.Nielsen
- Archidendron lovelliae  (Bailey) I.C.Nielsen
- Archidendron lucidum  (Benth.) I.C.Nielsen
- Archidendron lucyi  F.Muell.
- Archidendron megaphyllum  Merr. & L.M.Perry
- Archidendron merrillii  (J.F.Macbr.) I.C.Nielsen
- Archidendron microcarpum  (Benth.) I.C.Nielsen
- Archidendron minahassae  (Koord.) I.C.Nielsen
- Archidendron molle  (K.Schum.) Dewit
- Archidendron monopterum  (Kosterm.) I.C.Nielsen
- Archidendron mucronatum  Harms
- Archidendron muellerianum  (Maiden & R.T.Baker) Maiden & B
- Archidendron multifoliolatum  (H.Q. Wen) T.L. Wu
- Archidendron muricarpum  (Kosterm.) Verdc.
- Archidendron nervosum  de Wit
- Archidendron novo-guineense  (Merr. & L.M.Perry) I.C.Nielsen
- Archidendron occultatum  (Gagnep.) I.C.Nielsen
- Archidendron oppositum (Miq.) I.C.Nielsen
- Archidendron pachycarpum  (Warb.) Dewit
- Archidendron pahangense  (Kosterm.) I.C.Nielsen
- Archidendron palauense  (Kaneh.) I.C.Nielsen
- Archidendron parviflorum  Pulle
- Archidendron pauciflorum  (Benth.) I.C.Nielsen
- Archidendron pellitum  (Gagnep.) I.C.Nielsen
- Archidendron poilanei  (Kosterm.) I.C.Nielsen
- Archidendron ptenopum  Verdc.
- Archidendron quocense  (Pierre) I.C.Nielsen
- Archidendron ramiflorum  (F.Muell.) Kosterm.
- Archidendron robinsonii  (Gagnep.) I.C.Nielsen
- Archidendron royenii  Kosterm.
- Archidendron rufescens  Verdc.
- Archidendron sabahense  I.C.Nielsen
- Archidendron scutiferum  (Blanco) I.C.Nielsen
- Archidendron sessile  (Scheff.) Dewit
- Archidendron syringifolium  (Kosterm.) I.C.Nielsen
- Archidendron tenuiracemosum  Kaneh. & Hatus.
- Archidendron tetraphyllum  (Gagnep.) I.C.Nielsen
- Archidendron tjendana  (Kosterm.) I.C.Nielsen
- Archidendron tonkinense  I.C.Nielsen
- Archidendron trichophyllum  (Kosterm.) I.C.Nielsen
- Archidendron trifoliolatum  de Wit
- Archidendron triplinervium  (Kosterm.) I.C.Nielsen
- Archidendron turgidum  (Merr.) I.C.Nielsen
- Archidendron utile  (Chun & F.C.How) I.C.Nielsen
- Archidendron vaillantii  (F.Muell.) F.Muell.
- Archidendron whitei  I.C.Nielsen
- Archidendron xichouense  (C. Chen & H. Sun) X.Y. Zhu
- Archidendron yunnanense  (Kosterm.) I.C.Nielsen

## Hình ảnh

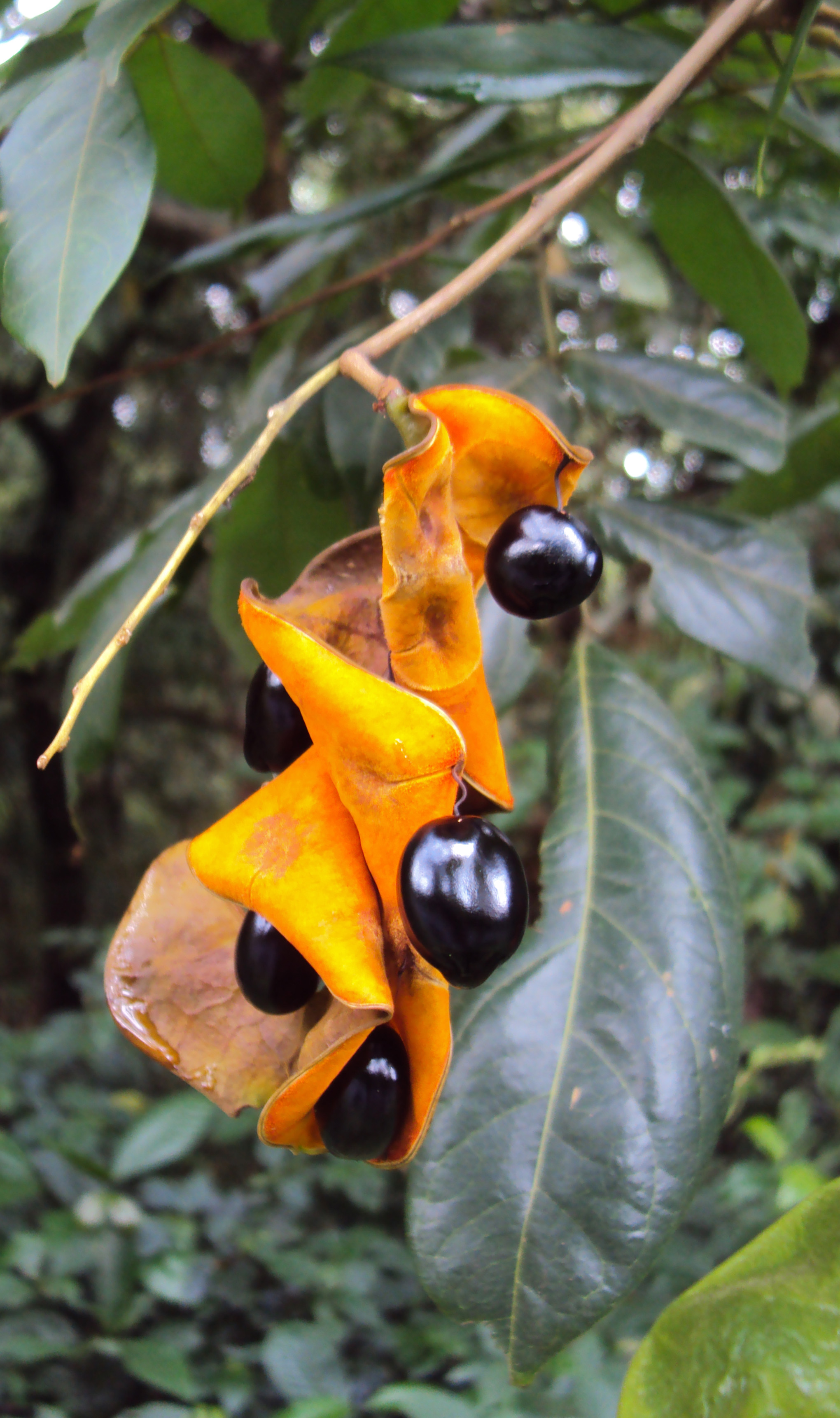
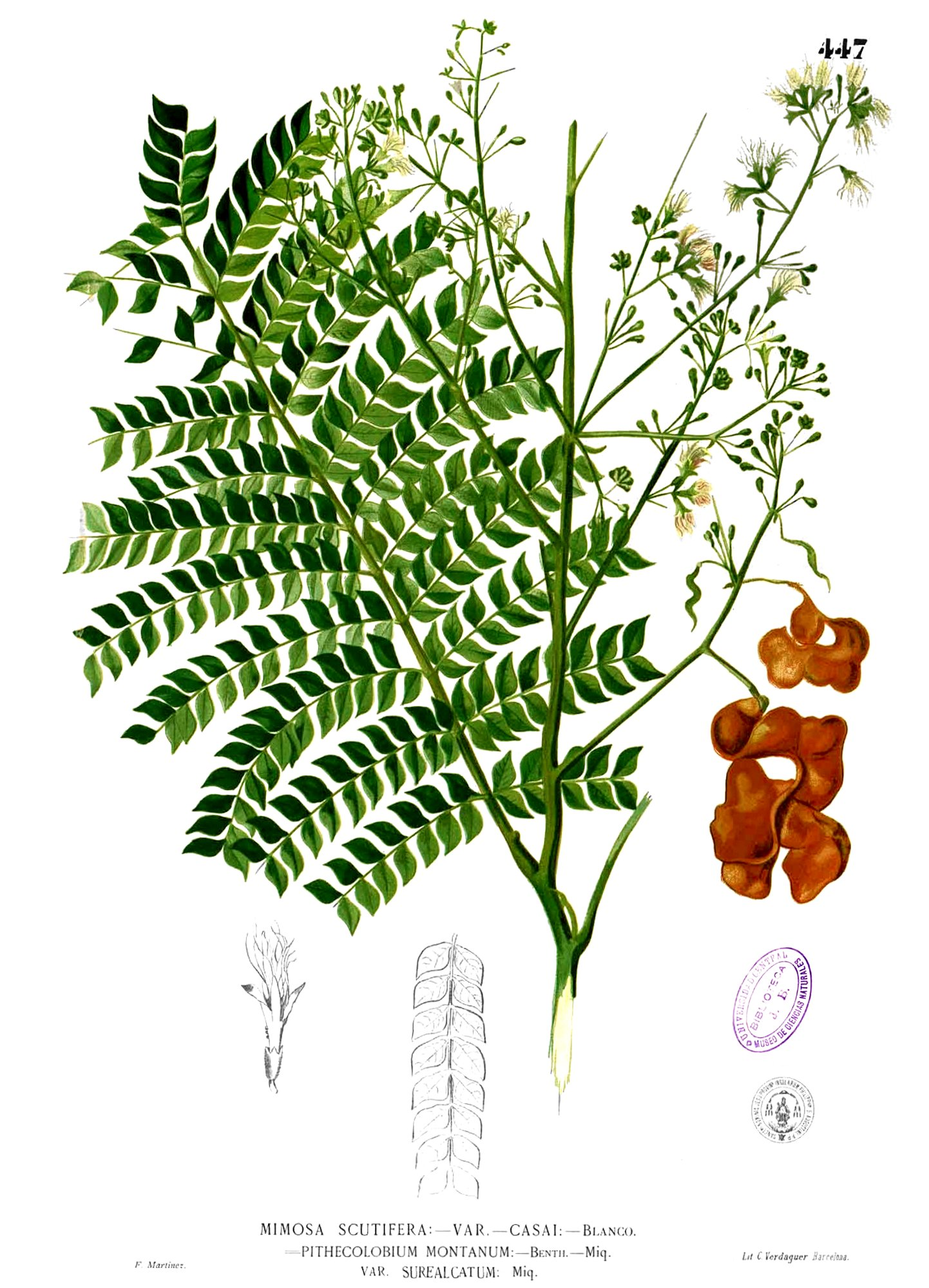
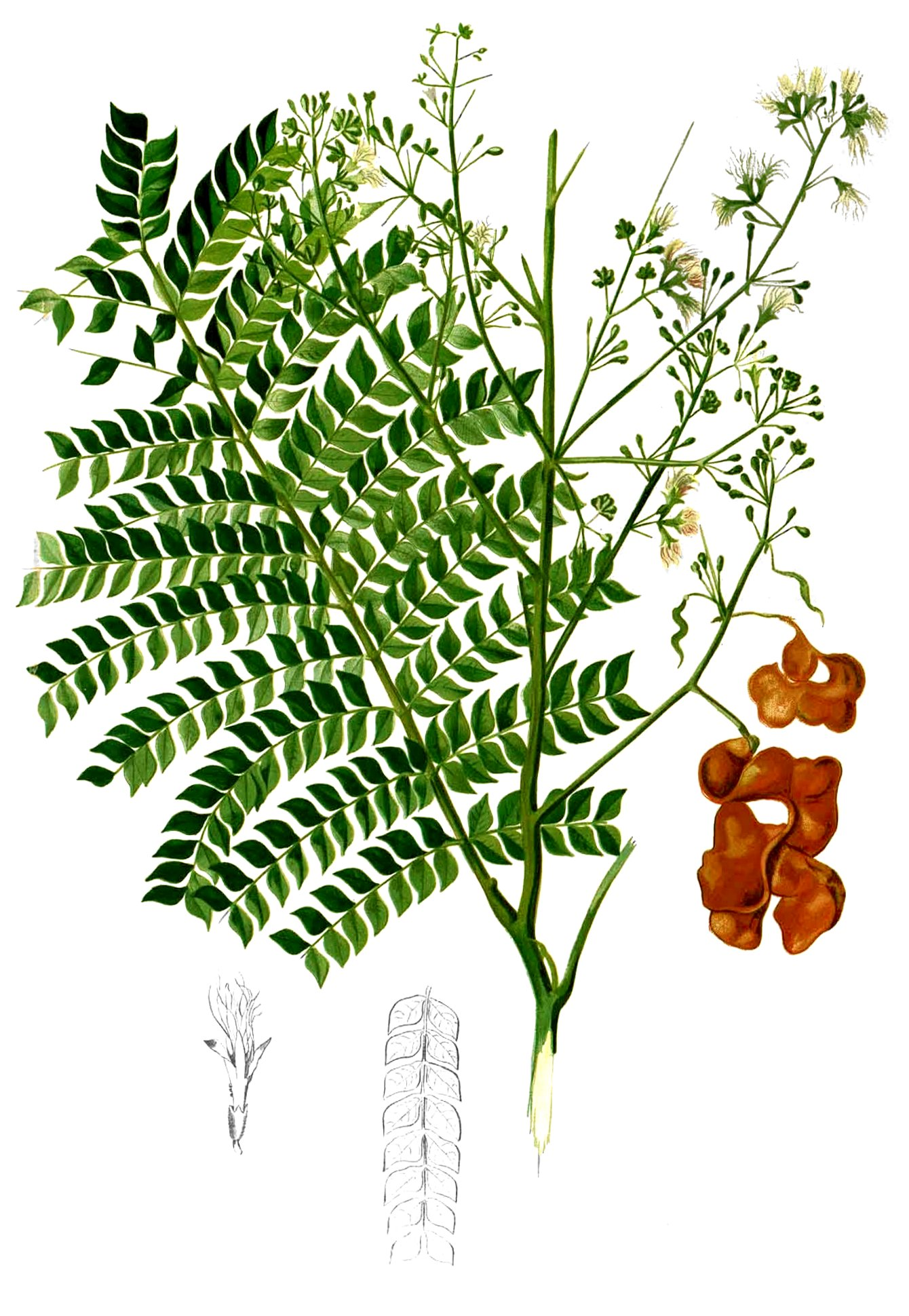
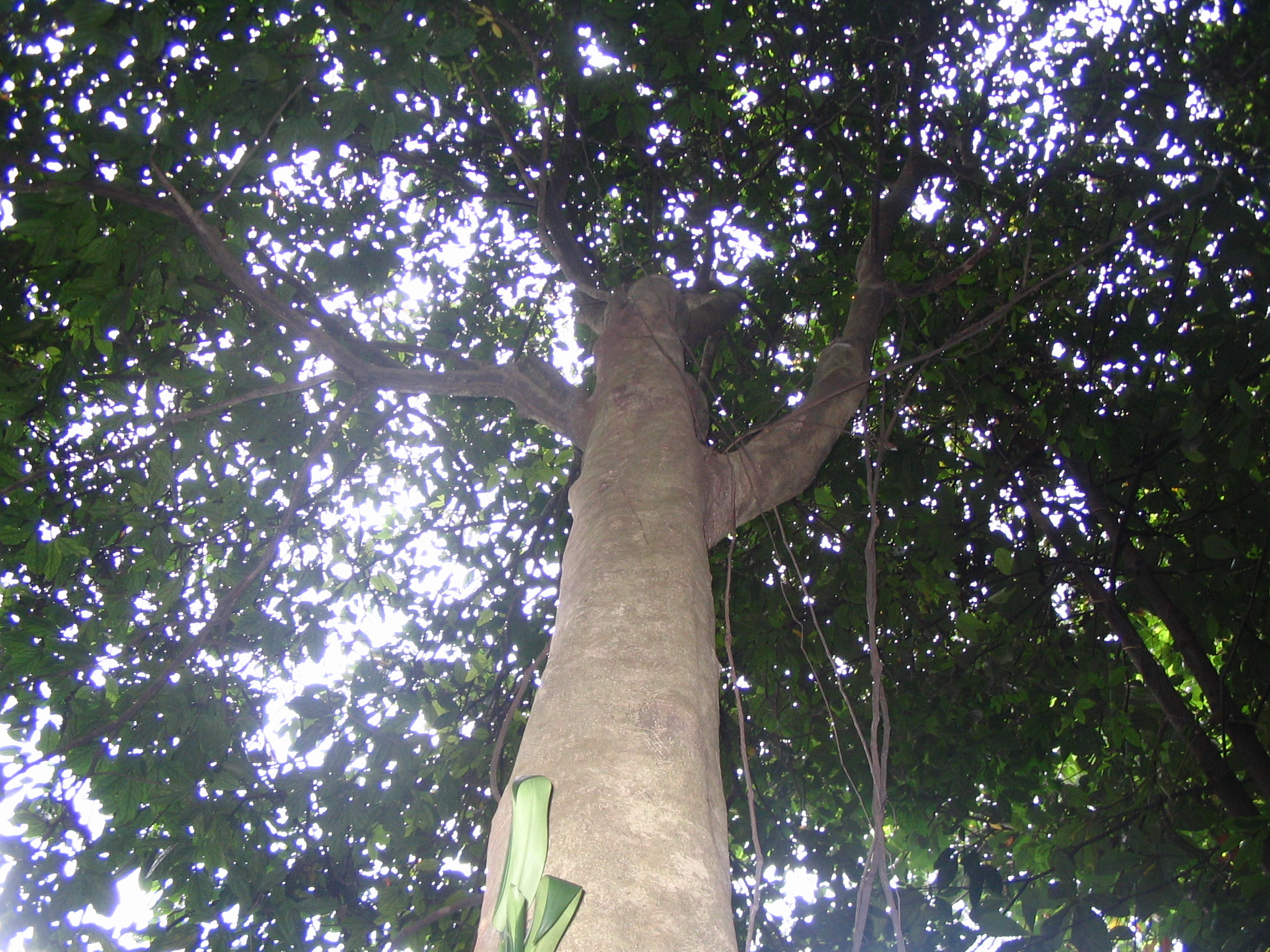
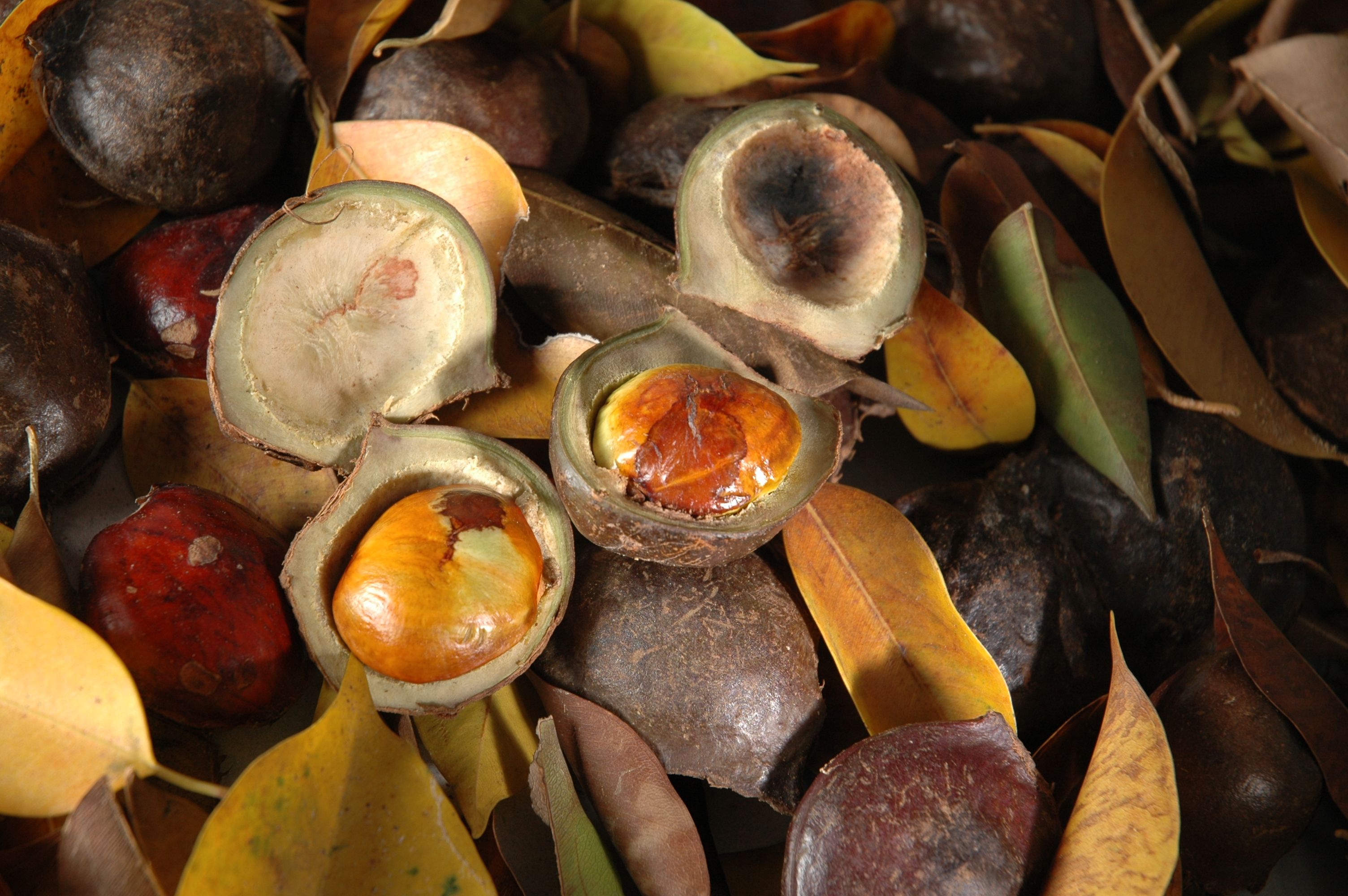
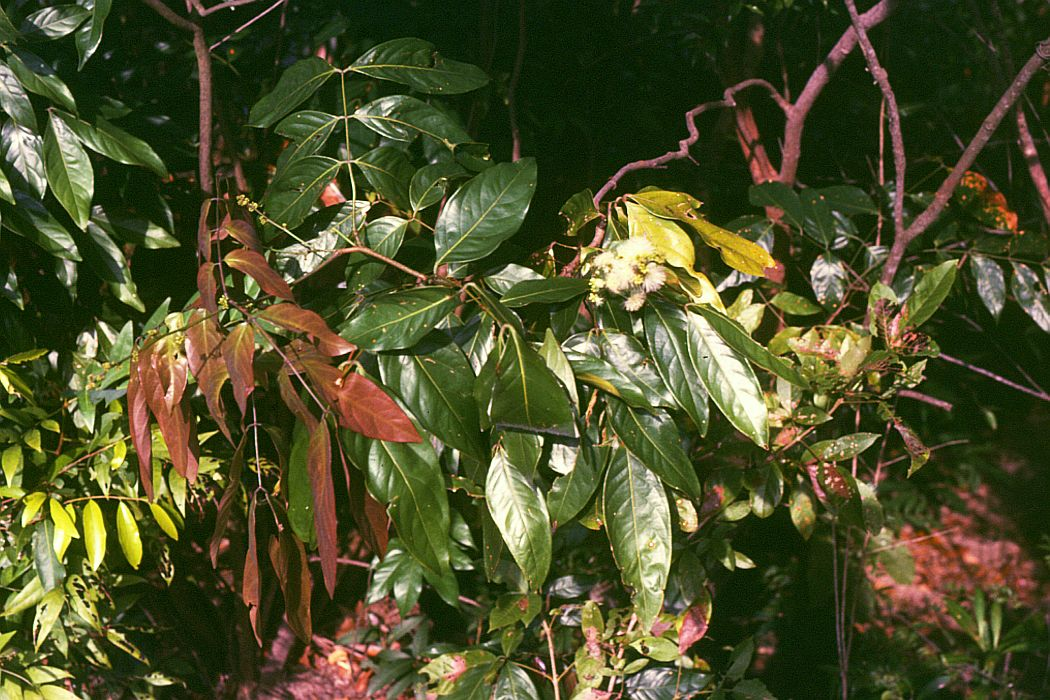